# Д’Алема, Массимо
Ма́ссимо д’Алема (итал. Massimo D’Alema; род. 20 апреля, 1949, Рим, Италия) — итальянский политик, бывший 77-й Председатель Совета министров Италии (1998—2000), бывший министр иностранных дел во втором правительстве Романо Проди (2006—2008), известный журналист, возглавлял национальный секретариат Демократической партии левых сил (итал. Partito democratico della Sinistra), был главой партии «Левые демократы», является первым главой правительства Италии, состоявшим в Итальянской коммунистической партии. В 2007 году вступил в Демократическую партию, с 2017 года состоит в Демократическом и прогрессивном движении.

## Биография
Родился в семье функционера коммунистической партии, депутата парламента Джузеппе д’Алема (1917—1994) и Фабиолы Модести (1928—2008), также убеждённой коммунистки. Когда Массимо было только 9 лет, родители привезли его на съезд партии, где он, в присутствии Пальмиро Тольятти, зачитал с трибуны приветствие от имени пионеров. В 1968 году вступил в ИКП, начал политическую карьеру в Пизе, где учился на философском факультете Высшей нормальной школы, но не окончил его. В 1968 году находился в Праге в период ввода войск стран Варшавского договора (в знак протеста рисовал мелом свастику на танках), участвовал в студенческих волнениях 1968 года в Италии. В 1975 году избран национальным секретарём Федерации итальянской коммунистической молодёжи, в 1983 возглавил региональную федерацию коммунистов в Апулии, в 1986 году вошёл в национальный секретариат компартии. В 1988—1990 годах был редактором газеты «Унита», официального органа ИКП. С 1987 по 2013 год неизменно являлся членом Палаты депутатов.

### Реорганизация Коммунистической партии
2 февраля 1991 года в ходе последнего, XX съезда ИКП Акилле Оккетто при поддержке Альдо Торторелла и Лучо Либертини добивался голосования с требованием немедленного вывода итальянских войск из зоны Персидского залива, где в это время набирали оборот боевые действия международной коалиции против Ирака, оккупировавшего Кувейт. Принятию данного решения сопротивлялись сторонники так называемого течения «улучшизма» (migliorismo) во главе с Джорджо Наполитано. Именно Д’Алема огласил официальный итог дискуссии в руководстве партии: воздержаться от голосования по данному вопросу. На следующий день, 3 февраля, Д’Алема проголосовал вместе с большинством делегатов съезда за самороспуск компартии и реорганизации её в Демократическую партию левых сил. Согласно статье 32 устава новорождённой партии, для избрания первого секретаря требовалось абсолютное большинство имеющих право голоса, а не принявших участие в голосовании. Поэтому, когда 4 февраля в выборах лидера партии приняли участие только 415 членов Национального совета из 547, и 264 из них поддержали кандидатуру Акилле Оккетто, ему всё же не хватило для победы 10 голосов. 8 февраля состоялся второй тур голосования, и Оккетто получил 376 голосов (72 %). Главным «закулисным» организатором этого достижения многие сочли «второго номера» партии — Д’Алему. В тот же день он вошёл в созданную по предложению Оккетто комиссию для подготовки списков кандидатов в исполнительные органы ДПЛС.
Д’Алема по-прежнему оставался депутатом, избираясь последовательно по мере партийных реорганизаций по спискам Демократической партии левых сил, Левых демократов и Демократической партии. В 1992—1994 годах возглавлял фракцию ДПЛС в Палате депутатов. В июле 1994 года избран национальным секретарём ДПЛС, победив сильного конкурента — Вальтера Вельтрони, возглавил парламентскую оппозицию первому правительству Берлускони.

### Премьер-министр Италии
В 1998 году как лидер коалиции «Оливковое дерево» стал преемником Романо Проди на посту премьер-министра Италии. После выхода Партии коммунистического возрождения из коалиции, 9 октября 1998 года правительство Проди получило в парламенте вотум недоверия, и 21 октября приступило к исполнению своих полномочий первое правительство Д’Алема. Одним из важнейших его решений во внешней политике стала поддержка военной операции НАТО против Югославии. 13 июня 1999 года состоялись выборы в Европейский парламент и одновременно местные выборы, на которых победила партия Берлускони Вперёд, Италия. Хорошие результаты показал список Бонино и новая партия Демократы, а Левые демократы Д’Алемы потерпели неудачу. 24 сентября Джулио Андреотти оправдан судом по делу об убийстве журналиста Мино Пекорелли. 11 октября 1999 года был опубликован так называемый «архив Митрохина» с материалами о деятельности советской разведки в Италии, 23 октября суд Палермо снял с Андреотти обвинения в наличии связей с мафией. 18 декабря 1999 Д’Алема подал в отставку, а 22 декабря 1999 года приступило к работе его второе правительство. 17 апреля 2000 года левоцентристы вновь потерпели поражение на выборах, на сей раз региональных, и под грузом политической ответственности Д’Алема принял решение об отставке — 25 апреля он передал власть второму правительству Амато.

### Политик XXI века
С 17 мая 2006 по 8 мая 2008 года Д’Алема являлся заместителем председателя Совета министров и министром иностранных дел Италии во втором правительстве Проди.
26 января 2010 года Д’Алема был единогласно избран председателем Парламентского комитета по безопасности Республики (Copasir). В феврале 2013 года прошли парламентские выборы, в которых Д’Алема не принял участия и тем самым лишился всех парламентских должностей.
25 февраля 2017 года поддержал учреждение движения Articolo 1 — Movimento Democratico e Progressista («Статья 1 — Демократическое и прогрессивное движение»), которое возглавили Роберто Сперанца и губернатор Тосканы Энрико Росси (к нему также присоединился бывший лидер Демократической партии Пьер Луиджи Берсани). Заявленной целью объединения стало проведение в жизнь левой альтернативы политическому курсу Маттео Ренци.
4 марта 2018 года потерпел на очередных выборах сокрушительное поражение в своём старом избирательном округе Нардо — избирался в Сенат от новой левой коалиции «Свободные и равные», но получил только 3,9 % голосов, оставшись на четвёртом месте.
В 2022 году был внесён кандидатом в списки голосования за президента Итальянской республики.

## Использование образа в культуре
В апреле 2017 года стало известно о запланированном на 16 мая этого года начале демонстрации на телеканале Sky Atlantic сериала «1993» (продолжение «1992» об операции «Чистые руки»). В роли Д’Алема снимается Виничо Маркьони.

## Награды
- Великий офицер ордена Почётного легиона (Франция, 2001 год)[14]